# 濱海阿赫塔爾斯克區

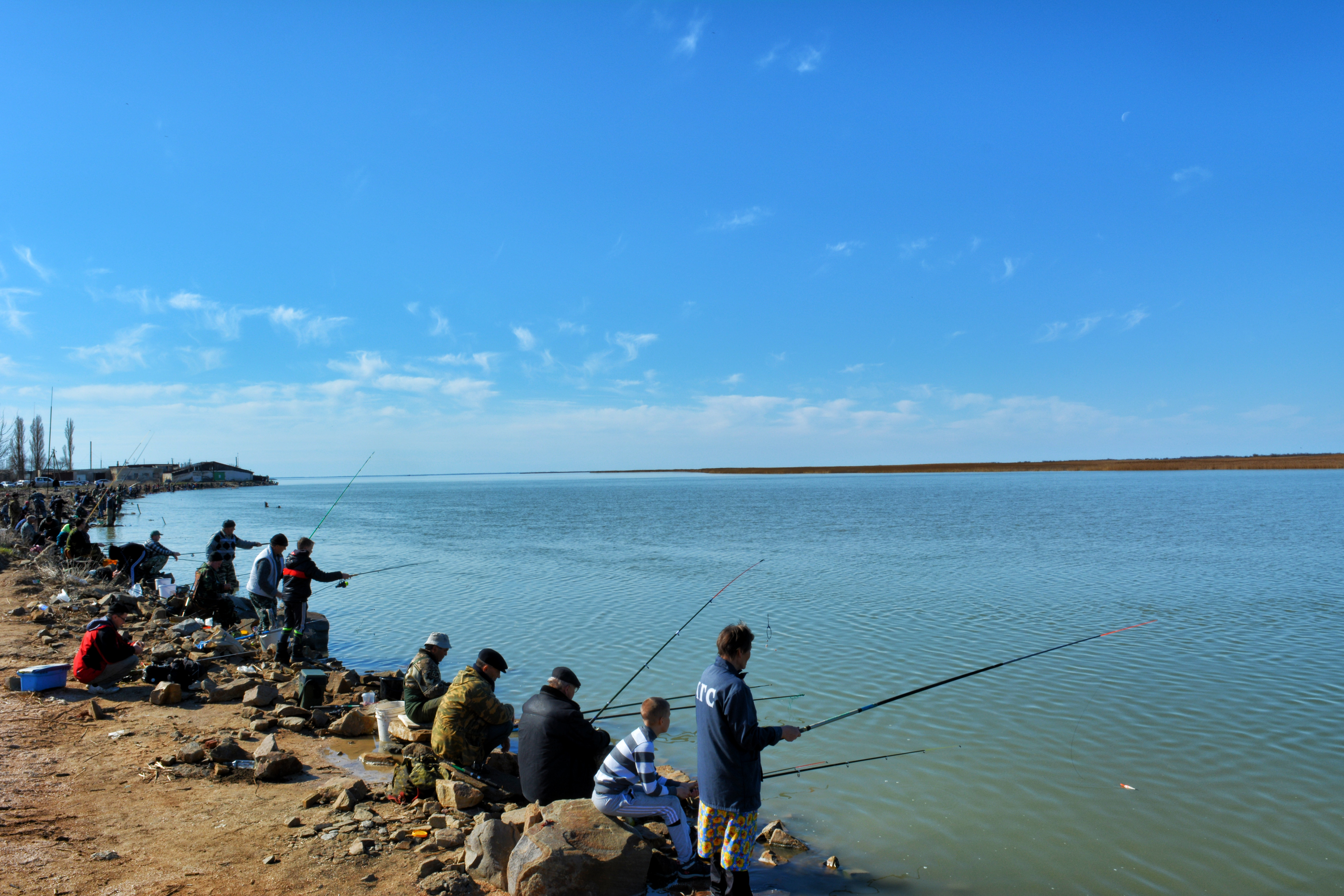

46°02′49″N 38°10′31″E / 46.04694°N 38.17528°E
濱海阿赫塔爾斯克區（俄语：Приморско-Ахтарский район）1774年沙俄自鄂圖曼帝國奪取（原來的城名是Ахтар-Бахтар突厥語「海濱的白石」的意思），1949年設市。，是俄羅斯的一個區，位於該國西南部，由克拉斯諾達爾邊疆區負責管轄，面積2,503.6平方公里，2010年人口60,327，人口密度每平方公里24.1人。